# Bengt Anders Euphrasén
Bengt Anders Euphrasén (Habo, Suecia, 25 de abril de 1756 - Estocolmo, 25 de diciembre de 1796) fue un médico, y botánico sueco.

## Biografía
Después de sus estudios en la Universidad de Upsala, en 1784, donde fue alumno de Linneo. En 1788, con el soporte de la Real Academia de las Ciencias de Suecia, Euphrasén hace una excursión de ciencias naturales a las Antillas, incluyendo a Saint Barthélemy e isla San Cristóbal (hoy Saint Kitts).
Euphrasén fue designado funcionario de Botánica.

## Honores
Epónimos

## Algunas publicaciones
- Raja narinari; en Neue Abhandlungen der Kgl. Schwedischen Akademie; v. 11, p. 205–207; 1790

- Aetobatus narinari (Gefleckter Adlerrochen); 1790

- Carl von Linnees Termini Botanici, eller botaniska Ord; 1792

- Beskrifning öfver svenska vestindiska ön St. Barthelemi, samt öarne St. Eustache och St. Christopher. Estocolmo, 1795, publicado en alemán como Reise nach der schwedisch-westindischen Insel St. Barthelemi, und den Inseln St. Eustache und St. Christoph; oder Beschreibung der Sitten, Lebensart der Einwohner, Lage, Beschaffenheit und natürlichen Produkte dieser Inseln. Gotinga, 1798. (Raya narinar p. 105 e imágenes dentro)

- La abreviatura «Euphrasén» se emplea para indicar a Bengt Anders Euphrasén como autoridad en la descripción y clasificación científica de los vegetales.[4]